# Google知识图谱

截至2015年1月，湯瑪斯·傑佛遜的Google知识图谱數據

Google知识图谱（英語：Google Knowledge Graph，也称Google知识图）是Google的一个知识库，其使用语义检索从多种来源收集信息，以提高Google搜索的质量。知识图谱2012年加入Google搜索，2012年5月16日正式发布，首先可在美国使用。知识图谱除了显示其他网站的链接列表，还提供结构化及详细的关于主题的信息。其目标是，用户将能够使用此功能提供的信息来解决他们查询的问题，而不必导航到其他网站并自己汇总信息。

## 历史
据Google称，知识图谱的信息来自许多来源，包括CIA的世界概况，Freebase和维基百科。其功能与Ask.com和Wolfram Alpha等问题問答系統相似。
截至2012年，其语义网络包含超过570亿个对象，超过18亿个介绍，这些不同的对象之间有链接关系，用来理解搜索关键词的含义。
2012年11月4日，知识图谱新增了7种语言：西班牙语、法语、德语、葡萄牙语、日语、俄罗斯语及意大利语。
在谷歌于2012年发布知识图谱之前，Tim Berners-Lee于2006年就提出了Linked Data，是一种万维网数据上创建语义关联的方法。
更早之前，语义链网络（Semantic Link Network）已经开始了系统性的研究，目标是创立一个自组织的语义互联方法来表达知识支持智能应用, 系统性的理论和方法作为专著发表于2004年。之后,于2012年作了新的发展（详细比较了与六十年代提出的语义网Semantic Net的区别）。语义链网络研究可追溯到1998年继承规则的定义和2003年主动文档框架的研发ADF。自2003年起它已经面向自组织的语义联网方法发展。推理和演化以及自动发现隐含规则在语义链网络中起重要作用。Tim Berners-Lee等专家于2006年出版的专著《A Framework for Web Science》就引用了早期关于语义链网络自动发现的工作。近年来，语义链网络已经发展为支持信息物理社会智能，已经有了许多应用。

## 对话搜索
在2013年5月的Google I/O大会上，Google的阿米特·辛格尔提出了未来搜索引擎的设想：搜索引擎的三个主要功能将需要改进，搜索将需要：1.答案，2.对话，3.预测。作为他发表主题演讲的一部分，阿密特说，“一台电脑，你可以与它交谈吗？它会回答你问的吗？我成为我的为整个世界的梦想的负责人。”对话搜索（英語：Conversational search）技术包含阿密特推出的一种“热关键词”的搜索技术，不需要一个接口，即用户只需将Google搜索引擎说“OK Google”。
在I/O大会上的观众演示，在其中一个用户问了一个关于圣克鲁斯地名的问题，搜索引擎除了查询结果的介绍，还以“谈话”方式回答。Google的约翰娜·怀特解释说，搜索引擎使用知识图谱的数据产生的结果：“知识图谱知道，圣克鲁斯是一个地方，且此列表与圣克鲁斯有关。”